# فيليب بوسكو
فيليب بوسكو (بالإنجليزية: Philip Bosco)‏ مواليد 26 سبتمبر 1930 في جيرسي سيتي، نيوجيرسي، الولايات المتحدة، هو ممثل أمريكي بدأ مسيرته الفنية سنة 1961. هو من الفائزين بجائزة إيمي. من أعماله حفرة المال، الفتاة العاملة وأبناء الصمت.

## الجوائز
- جائزة إيمي داي تايم
- جائزة توني لأفضل ممثل في مسرحية

## روابط خارجية
- فيليب بوسكو على موقع IMDb (الإنجليزية)
- فيليب بوسكو على موقع روتن توميتوز (الإنجليزية)
- فيليب بوسكو على موقع ألو سيني (الفرنسية)
- فيليب بوسكو على موقع ميوزك برينز (الإنجليزية)
- فيليب بوسكو على موقع أول موفي (الإنجليزية)
- فيليب بوسكو على موقع قاعدة بيانات برودواي على الإنترنت (الإنجليزية)
- فيليب بوسكو على موقع قاعدة بيانات الأفلام السويدية (السويدية)
- فيليب بوسكو على موقع إن إن دي بي (الإنجليزية)
- فيليب بوسكو على موقع قاعدة بيانات الفيلم (الإنجليزية)
- فيليب بوسكو على موقع كينوبويسك (الروسية)